# Kristian Jensen
 Der er flere personer med dette navn, se Kristian Jensen (ishockeyspiller).
Kristian Jensen (født 21. maj 1971 i Middelfart) er en dansk erhvervsmand, som tidligere har været politiker og diplomat. Han var folketingsmedlem for Venstre fra 1998 til 2021. Forud for valget til Folketinget var Kristian Jensen landsformand for Venstres Ungdom fra 1995-1997. Han var skatteminister fra 2004 til 2010, udenrigsminister fra 2015 til 2016 og finansminister fra 2016 til 2019. Han var næstformand for Venstre 2009-2019 og partiets gruppeformand 2010-2015. Fra 31. august – til 21. september 2019 var han fungerende formand for partiet.
I 2021 blev han udpeget som særlig repræsentant i Udenrigsministeriet for at arbejde for et dansk medlemskab af FN's Sikkerhedsråd. Han har siden april 2022 været direktør for Green Power Denmark.

## Baggrund
Kristian Jensen er søn af friskolelærerne Jens Erik Jensen og Ellen Jensen, og har en HH-eksamen fra Lemvig Handelsskole 1991. Han har været bankelev i Unibank Lemvig 1991 og bankassistent 1993 i Unibank Brande, FinansDiplomstudiet 1993-95.
Medlem af bestyrelsen for Bøvling Ungdoms Forening 1991-93, formand for gymnastikudvalget 1991-93, træner for Brande Mix-hold 1994-97.

## Politisk karriere
Medlem af Venstres Ungdoms landsstyrelse 1993, medlem af forretningsudvalget 1994 og landsformand 1995-1997. Medlem af Venstres hovedbestyrelse 1995-1998 og fra 2004 . Partiets IT- og idrætsordfører 1998-2001. Udpeget til German Marshall Fellow i 1999. Finanspolitisk ordfører fra 2001 og næstformand i Skatteudvalget fra 2001.
Partiets kandidat i Ringkøbing Amt 1996-1998 og i Herning/Ikastkredsen fra 1998, og Folketingsmedlem for Ringkøbing Amtskreds fra 11. marts 1998.
Han blev den 2. august 2004 udnævnt til skatteminister, en post han beklædte til 2010.
En af Kristian Jensens første initiativer var den såkaldte Fair Play kampagne til bekæmpelse af sort arbejde. Kampagnen fik bl.a. knækket det store marked for ulovligt importerede sodavand i københavnske kiosker. Det blev senere vurderet at omfanget af sort arbejde faldt mellem 2001 og 2006 med ca. 25%.
I 2009 blev der gennemført en historisk stor skattereform, som sænkede skatten for alle danskere i arbejde. Bl.a. blev mellemskatten fjernet, så marginalskatten faldt markant og grænsen for topskat blev lettet, så 350.000 danskere slap for at betale topskat.
I 2009 blev Kristian Jensen valgt som Venstres næstformand, en post han beholdt til 31. august 2019, hvor han fratrådte.
Som skatteminister modtog Kristian Jensen i maj 2009 en næse fra Folketingets Udvalg for Forretningsorden, der udtrykte "stærk kritik" af, at Skatteministeriet i strid med grundloven havde administreret efter en lovgivning, der ikke var vedtaget i Folketinget. Konkret havde regeringen den 20. februar 2009 under Finanskrisen fremsat lovforslag om en hjælpepakke, der skulle lette byrderne for erhvervslivet ved at udskyde fristerne for betaling af A-skat, arbejdsmarkedsbidrag og moms. Lovforslaget havde bred støtte fra bl.a. S og SF, men skatteministeriet begyndte at administrere efter reglerne, inden hjælpepakken blev vedtaget kort efter.
Den 28. juni 2015 tiltrådte han som udenrigsminister i regeringen Lars Løkke Rasmussen II, og 28. november 2016 blev han finansminister i den ændrede regering efter tilføjelsen af Liberal Alliance og det Konservative Folkeparti, en post han beholdt til juni 2019, hvor Socialdemokratiet dannede regering.
Som Finansminister gennemførte Kristian Jensen den endelige afvikling af Danmarks udlandsgæld, hvorefter staten for første gang i 183 år var uden gæld til udlandet.
Kristian Jensen blev i 2021 udnævnt til Danmarks særlige repræsentant i FN, hvor han skal arbejde for, at Danmark bliver medlem af FN's sikkerhedsråd fra 2025-2026. Han udtrådte i den forbindelse af Folketinget, hvor hans mandat blev overtaget af førstesuppleant Kenneth Mikkelsen.
I 2022 blev Kristian Jensen ansat til at lede den nyfusionerede organisation Green Power Denmark, som er skabt ved sammenlægningen af Dansk Energi, Wind Denmark og Dansk Solkraft. Green Power Denmark er Danmarks grønne erhvervsorganisation og arbejder for en accelereret elektrificering af Danmark med vedvarende energi som sol og vind.

## Personligt
Kristian Jensen blev i 2019 skilt fra sin kone gennem 21 år og moder til deres tre børn, Trine Jensen. Samtidig blev han kæreste med sangskriver og sangerinde Pernille Rosendahl. Parret havde kendt hinanden i længere tid. Parret blev gift i september 2022.
Kristian Jensen er kommandør af Dannebrogordenen og har modtaget den mexicanske Den Aztekiske Ørns Orden (en) som er den højeste orden som Mexico kan tildele udlændinge.[kilde mangler]

## Udgivelser
Kristian Jensen udgav i 2003 bogen Hurra for globaliseringen, hvor han talte for globalisering og frihandel.
I 2010 var han i redaktionen på Venstres udgivelse Den Danske Drøm - 10 visioner om at give slip, tage ansvar og erobre fremtiden.
I 2016 udgav Kristian Jensen sin anden bog: I Danmarks tjeneste, hvor han beskriver både arbejdet som udenrigsminister og sine visioner for dansk udenrigspolitik. Bogen blev anmeldt i bl.a. Altinget, hvor den blev beskrevet som: ”sætter langt mere retning og vision for udenrigsministeriets arbejde, end diverse kommissioner og rapporter har gjort det”.